# Valentin Coșereanu
Valentin Coșereanu (Scornicești, 17 luglio 1991) è un calciatore rumeno, centrocampista del Câmpulung Muscel.

## Carriera
Ha giocato nella massima serie rumena.

## Palmarès
- Liga II: 1

Gaz Metan Mediaș: 2015-2016 (Seria II)